# Paul Wegener (Politiker)

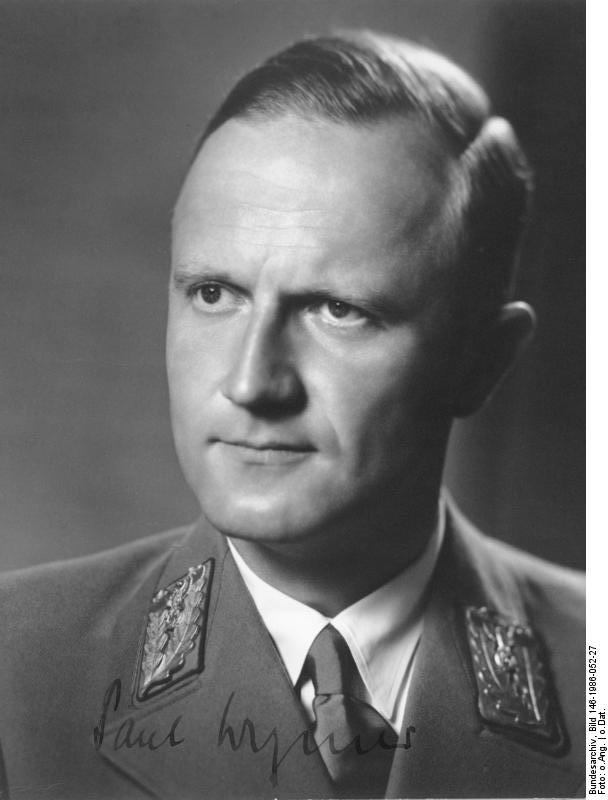
Paul Wegener

Paul Wegener (* 1. Oktober 1908 in Varel; † 5. Mai 1993 in Wächtersbach) war ein deutscher Politiker (NSDAP), tätig in der Parteikanzlei der NSDAP, Gauleiter in der Zeit des Nationalsozialismus und SS-Obergruppenführer.

## Biografie

### Ausbildung und Beruf
Wegener war der zweitgeborene Sohn eines Arztes. Sein älterer Bruder ist der Pathologe Friedrich Wegener. Er besuchte das Gymnasium in Ballenstedt (Harz) bis zur Obersekundareife. Nach einem landwirtschaftlichen Praktikum absolvierte er eine Ausbildung zum Diplomkolonialwirt an der Deutschen Kolonialschule für Landwirtschaft, Handel und Gewerbe in Witzenhausen. Hier heiratete er die Tochter eines Dozenten. Anschließend war er von 1929 bis 1930 als Im- und Exportkaufmann bei einem Bremer Handelshaus tätig.

### Karriere in der NSDAP und im NS-Staat
1930 trat Wegener in die NSDAP ein, für die er sich aktiv als Gauredner betätigte. Er war zeitweise NSDAP-Ortsgruppenleiter in Varel. 1931 wurde er zudem Mitglied der SA, in der er rasch aufstieg: 1932 übernahm er die Führung der SA-Standarte 75 in Bremen. 
Kurz nach dem Machtantritt der Nationalsozialisten im Frühjahr 1933 wurde Wegener im März 1933 zum Kreisleiter des NSDAP-Kreises Bremen ernannt. In dieser Eigenschaft spielte er eine Schlüsselrolle bei der Übernahme der Macht der NSDAP in der Hansestadt. Zur selben Zeit wurde er Mitglied der Bremischen Bürgerschaft. Im Herbst 1933 erhielt Wegener außerdem ein Mandat für den – politisch allerdings weitgehend bedeutungslos gewordenen – Reichstag für den Bereich Weser-Ems.
Im Juli 1934 wurde Wegner von dem NS-Politiker Rudolf Heß, den Hitler damit beauftragt hatte als sein Stellvertreter den Parteiapparat der NSDAP zu führen, in den sogenannten Stab des Stellvertreters des Führers in München berufen. Diese 1933 neugeschaffene Organisation diente als zentrales Steuerungsorgan zur Beaufsichtigung und Lenkung der gesamten NSDAP und führte später die Bezeichnung Parteikanzlei der NSDAP. Ab 1935 fungierte Wegener in dieser Organisation als Adjutant von Heß’ Stabsleiter Martin Bormann.
Im August 1936 avancierte Wegener zum stellvertretenden Leiter des Gaues Mark Brandenburg und Kurmark und im März 1939 wurde er von Hermann Göring zum Preußischen Provinzialrat ernannt. Seit 1939 wurde Wegener im Stab des Stellvertreters des Führers – in dem er sich nach Auffassung Bormanns besonders bewährt hatte – als zukünftiger Leiter eines NSDAP-Gaues ins Auge gefasst. Auch die Beurteilungen der nachfolgenden Jahre waren fast durchgehen positiv: So hieß es noch 1944, Wegener sei einer der wenigen „Auserwählten des Schicksals, die das Zeug zu einem wirklichen Führer des Volkes in sich haben“. Und in einer anderen Beurteilungen nannte der Personalsachbearbeiter ihn den „sonnige[n] Wegener, dem die Stimmen und die Herzen zufliegen“.
Während des Zweiten Weltkriegs gehörte Wegener 1940 für nur kurze Zeit der Luftwaffe an, mit der er in Norwegen zum Einsatz kam. Noch im selben Jahr wechselte er in den Stab des Reichskommissars für das im April 1940 von Deutschland besetzte Norwegen Josef Terboven. Als Berater Terbovens fungierte Wegener als Gebietskommissar für die besetzten Gebiete Nordnorwegens sowie als Leiter eines Einsatzstabes Wegener. Seine Hauptaufgabe in Norwegen während der folgenden Jahre bestand darin, die einheimische Partei National Samling – die Partei des von der deutschen Besatzungsverwaltung mit der Regierung des besetzten Landes betrauten norwegischen Politikers Vidkun Quisling – im Sinne der deutschen Besatzungspolitik auszurichten und sie hintergründig anzuleiten, welchen Kurs sie einzuschlagen hätte. Ebenfalls 1940 wechselte Wegener von der SA zur SS (SS-Nummer 353.161), in der er 1942 den Rang eines SS-Gruppenführers und 1944 den eines SS-Obergruppenführers erreichte.
1941 wurde Wegener für einige Monate aus Norwegen beurlaubt, um mit der Leibstandarte SS Adolf Hitler am Griechenland-Feldzug teilzunehmen.
Nach dem Tod Carl Rövers im Mai 1942 wurde Wegener dessen Nachfolger als Gauleiter des NSDAP-Gaues Weser-Ems und in Personalunion Reichsstatthalter für Oldenburg und Bremen sowie Reichsverteidigungskommissar für das Norddeutsche Gebiet. Im November 1944 schlug Bormann Adolf Hitler vor, den als zu lasch geltenden Gauleiter in Wien, Baldur von Schirach durch Wegener oder Grohé zu ersetzen.
Er plante die Verlegung des Amtssitzes von Oldenburg nach Bremen. Ende April 1945 war er gegen eine kampflose Übergabe der Stadt Bremen.
Karl Dönitz verhalf ihm am 2. Mai 1945 noch zum Posten des Obersten Zivilen Reichsverteidigungskommissars und zum Kabinettschef der Regierung Dönitz im Rang eines Staatssekretärs.

### Nach Kriegsende
Am 23. Mai 1945 wurde Wegener zusammen mit der geschäftsführenden Reichsregierung Dönitz von Soldaten der britischen 11th Armoured Division im Sonderbereich Mürwik bei Flensburg verhaftet. Im Sommer 1945 wurde er mit mehreren Größen der NSDAP-Hierarchie und der Wehrmacht im Kriegsgefangenenlager Nr. 32 (Camp Ashcan) im luxemburgischen Bad Mondorf interniert.
1949 wurde er vom Spruchgericht Bielefeld zu einer Gesamtgefängnisstrafe von 6 Jahren und 6 Monaten verurteilt, unter Anrechnung der Internierungshaft. Ihm wurde der Tod mehrerer hundert Soldaten und Zivilisten zur Last gelegt, als die Hansestadt Bremen auf seine Anordnung hin „bis zum letzten Mann und bis zur letzten Patrone“ verteidigt wurde sowie „wegen Aufforderung zur Begehung eines Verbrechen gegen die Menschlichkeit und zum Mord (1945 Aufforderung, sog."Volksverräter" und "Volksschädlinge", die vorzeitig die weiße Flagge gehißt hatten, aufhängen zu lassen u.a.)“. Die verhältnismäßig geringe Strafe ist wohl damit zu begründen, dass er aus seinem Entnazifizierungsverfahren zunächst als „entlastet“ (Kategorie V) hervorging. In der Überprüfung wurde er eingestuft in: „Gruppe 3 mit allen Sanktionen“.
Im Mai 1951 wurde er vorzeitig aus dem Internierungslager Esterwegen entlassen. Im Verfahren gegen Georg Schnibben und andere Angeklagte aufgrund des Mordes an Willi Rogge am 14. April 1945 in Dötlingen wurde er 1953 vom Schwurgericht in Oldenburg freigesprochen.
Er arbeitete danach als kaufmännischer Angestellter in Sinzheim bei Baden-Baden und lebte seit 1959 mit seiner Familie in Wächtersbach in Hessen. Er wurde Vertreter und Prokurist in einer Holzhandelsfirma. Nach Angaben des britischen Geheimdienstes hatte er Kontakte zum ehemaligen Staatssekretär Werner Naumann, der zu Anfang der 1950er Jahre mit dem Naumann-Kreis die FDP nationalsozialistisch unterwandern wollte.

### Umfangreichere Einträge in Nachschlagewerken
- Beatrix Herlemann, Helga Schatz: Biographisches Lexikon niedersächsischer Parlamentarier 1919–1945 (= Veröffentlichungen der Historischen Kommission für Niedersachsen und Bremen. Band 222). Hahnsche Buchhandlung, Hannover 2004, ISBN 3-7752-6022-6, S. 382 ff.
- Karl Höffkes:  Hitlers politische Generale. Die Gauleiter des 3. Reiches; ein biographisches Nachschlagewerk. Grabert-Verlag, Tübingen 1997, ISBN 3-87847-163-7.
- Herbert Schwarzwälder: Das Große Bremen-Lexikon. 2., aktualisierte, überarbeitete und erweiterte Auflage. Edition Temmen, Bremen 2003, ISBN 3-86108-693-X.

### Kurzeinträge in Nachschlagewerken
- Joachim Lilla, Martin Döring, Andreas Schulz: Statisten in Uniform: Die Mitglieder des Reichstags 1933–1945. Ein biographisches Handbuch. Unter Einbeziehung der völkischen und nationalsozialistischen Reichstagsabgeordneten ab Mai 1924. Droste, Düsseldorf 2004, ISBN 3-7700-5254-4.
- Erich Stockhorst: 5000 Köpfe. Wer war was im 3. Reich. Arndt, Kiel 2000, ISBN 3-88741-116-1 (Unveränderter Nachdruck der ersten Auflage von 1967).